# (Не)бывшие
«(Не)бывшие» (фр. Hors saison, буквальный перевод «Вне сезона», встречается вариант «Мёртвый сезон») — фильм французского режиссёра Стефана Бризе. Главные роли в нём сыграли Гийом Кане и Альба Рорвахер. Фильм участвовал в основной программе 80-го Венецианского кинофестиваля (август—сентябрь 2023 года).

## Сюжет
Главные герои фильма — известный актёр и учительница, которые встречаются через 15 лет после разрыва отношений.

## В ролях
- Гийом Кане
- Альба Рорвахер

## Премьера и восприятие
Фильм показали на 80-м Венецианском кинофестивале в сентябре 2023 года, он был включён в основную программу. В российский прокат вышел 28 марта 2024 года.